# Alberto Pinheiro Torres
Alberto Pinheiro Torres (Braga, 2 de Novembro de 1874 — Porto, 31 de Julho de 1962) foi um advogado, formado em Direito pela Universidade de Coimbra, jornalista, escritor e político ligado aos meios conservadores do Integralismo Lusitano, membro fundador do Centro Católico Português (1917), no qual ocupou várias funções directivas. Foi deputado à Assembleia Nacional do Estado Novo e grão-mestre da Ordem do Santo Sepulcro.

## Biografia
Nasceu em Braga, onde realizou os estudos secundários. Licenciou-se em Direito pela Universidade de Coimbra no ano de 1900. Iniciou a sua actividade profissional como advogado na cidade do Porto. Ingressou pouco depois na magistratura, sendo nomeado subdelegado do Procurador Régio junto do tribunal de Cabeceiras de Basto. Manteve actividade político na direita monárquica, tendo sido administrador do Concelho de Caminha e deputado às Cortes, eleito nas listas do Partido Nacionalista (1908-1910). Foi director da Casa de Correcção e Detenção do Distrito do Porto.
Assumidamente monárquico e católico fervoroso, a sua carreira de magistrado foi interrompida em 1911 por se ter recusado obedecer ao governo que resultou da implantação da República Portuguesa, sendo em consequência exonerado das suas funções públicas. Passou então a dedicar-se em exclusivo à advocacia, com escritório na cidade do Porto.

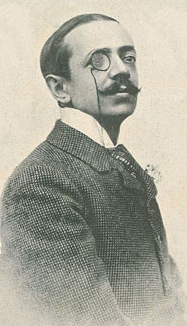
Pinheiro Torres, c. 1909

Desde o período em que foi estudante em Coimbra manteve colaboração com diversos periódicos. Continuou essa colaboração jornalística, publicando artigos em diversos periódicos, e em 1907 dirigiu o jornal católico O Grito do Povo. Após a sua exoneração da magistratura, assumiu-se como jornalista profissional. Foi director e colaborador de muitos jornais e revistas católicas, com destaque para as funções de director do diário católico A Palavra (1910), que se publicou no Porto.
Fundou o Círculo Católico de Operários, em Vila do Conde, e foi precursor da Obra dos Congressos Católicos, tentativa de relançamento do Movimento Social Católico, e membro fundador do Centro Católico Português (1917), no qual ocupou várias funções directivas. Também aderiu ao Integralismo Lusitano, tendo colaborado em 1913 na revista Alma Portuguesa, órgão daquele movimento político.
Durante a Primeira República Portuguesa voltou a ser eleito deputado (1918-1919), desta feita eleito nas listas do Centro Católico Português, liderando a minoria católica no Congresso da República e em simultâneo a minoria monárquica. Regressou ao parlamento na legislatura final da Primeira República (1925-1926), eleito nas listas do Partido Monárquico pelo círculo de Torres Vedras.
Em 1920, organizou a Cruzada Nacional D. Nuno Álvares Pereira no Porto.
Foi um dos fundadores da Ordem dos Advogados Portugueses, integrando o seu primeiro conselho geral (1927).
Após a entrada em vigor da Constituição Portuguesa de 1933 voltou ao parlamento, desta feita à Assembleia Nacional, sendo proposto deputado à primeira legislatura (1935-1938) do Estado Novo. Integrou a ala mais conservadora e nacionalista do regime, tendo sido um dos promotores das alterações legislativas sobre a «defesa da família» que proibiram o divórcio dos casados pela Igreja Católica e o estabelecimento de regras de censura prévia mais apertadas à imprensa. Teve também intervenções de vulto sobre educação, particularmente sobre o ensino primário.
Também colaborou na revista Ideia Nacional (1915) e na revista católica Lusitânia (1914).

## Obras
Como escritor foi autor do romance Uma Tragédia no Campo (1898), da peça Maria Telles (em coautoria com Afonso Lopes Vieira) e o livro de poesia em prosa Alva.